# Hrabstwo Carroll (Maryland)

Piramida wieku hrabstwa

Hrabstwo Carroll (ang. Carroll County) to hrabstwo w amerykańskim stanie Maryland. Hrabstwo zajmuje powierzchnię całkowitą 1 171,71 km² i według szacunków US Census Bureau w roku 2006 liczyło 170 260 mieszkańców. Siedzibą hrabstwa jest miasto Westminster.

## Historia
Hrabstwo Carroll zostało utworzone w roku 1837 z części hrabstw Frederick oraz Baltimore. Hrabstwo zostało nazwane na cześć Charlesa Carrolla (z Carrollton), jednego z sygnatariuszy Deklaracji Niepodległości Stanów Zjednoczonych.

## Geografia
Całkowita powierzchnia hrabstwa Carroll wynosi 1 171,71 km², z czego 1 163,24 km² stanowi powierzchnia lądowa, a 8,47 km² (0,7%) powierzchnia wodna. Najwyższy punkt w hrabstwie ma wysokość ponad 341 m n.p.m., zaś najniższy punkt o wysokości 79 m n.p.m. znajduje się na rzece Patapsco, w pobliżu Marriottsville.
W hrabstwie znajduje się część parku stanowego Patapsco Valley.

### Miasta
- Eldersburg (CDP)
- Manchester
- New Windsor
- Taneytown
- Union Bridge
- Hampstead
- Sykesville
- Westminster

## Demografia
Według szacunków US Census Bureau w roku 2006 hrabstwo Carroll liczyło 170 260 mieszkańców.